# 杏花山南召猿人遗址
杏花山南召猿人遗址是一个旧石器时代的早期人类活动与居住的遗址，距今约五十到六十万年。此遗址位于河南省南阳市南召县云阳镇李楼村杏花山下，南北长98米，东西宽96米，面积9408平方米。